# Adélard Bellemare
Pour l’article homonyme, voir Bellemare.
Adélard Bellemarre (2 mars 1871-25 mars 1933 à l'âge de 62 ans) est un enseignant et homme politique fédéral du Québec.

## Biographie
Né à Saint-Paulin dans la région de la Mauricie, il devint député conservateur indépendant en 1911. Tentant une réélection en 1917, il est défait par Hormidas Mayrand celui-là même qu'il avait défait précédemment.